# Lestes dryas
Lestes dryas là loài chuồn chuồn trong họ Lestidae. Loài này được Kirby mô tả khoa học đầu tiên năm 1890.

## Hình ảnh

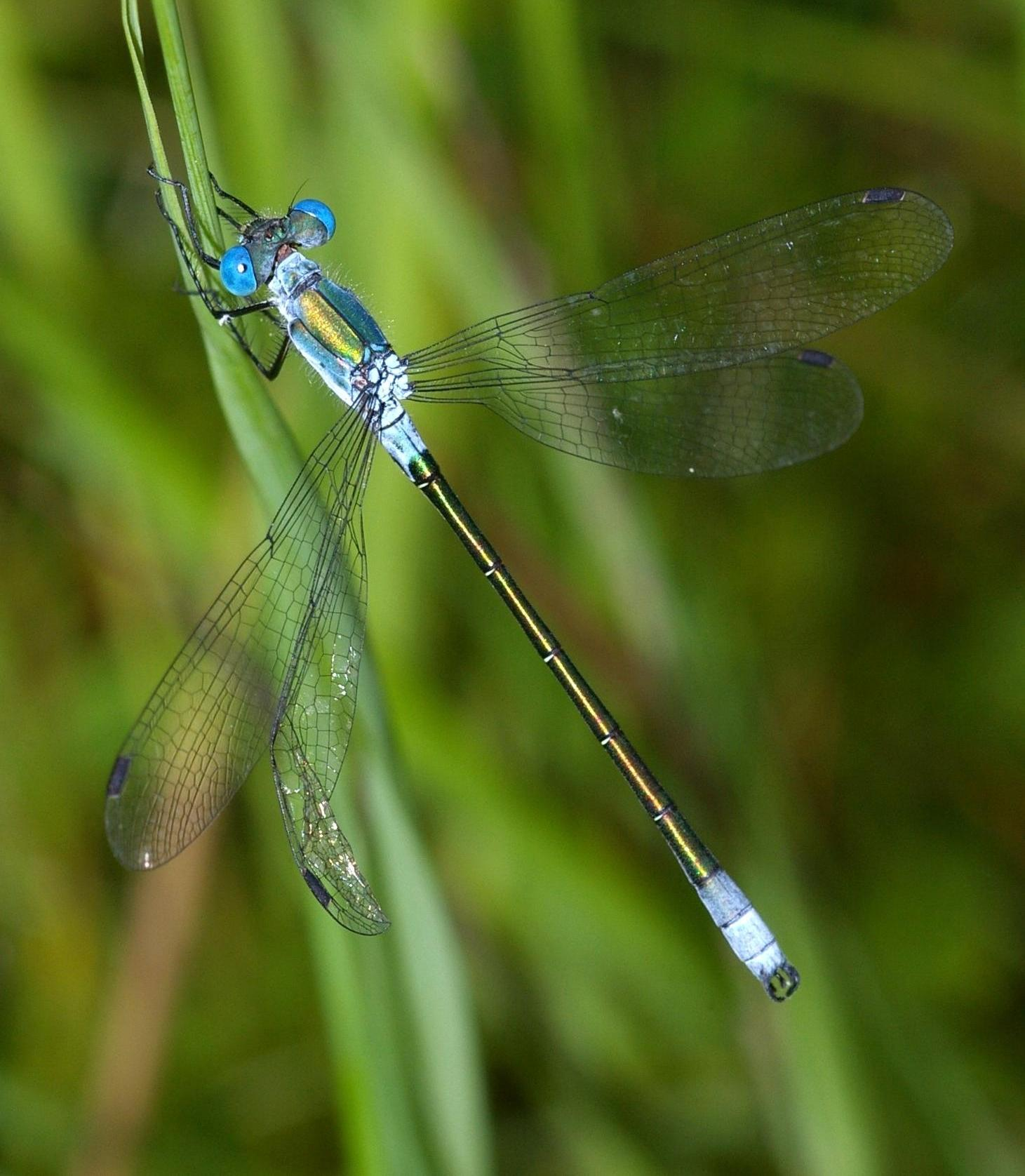
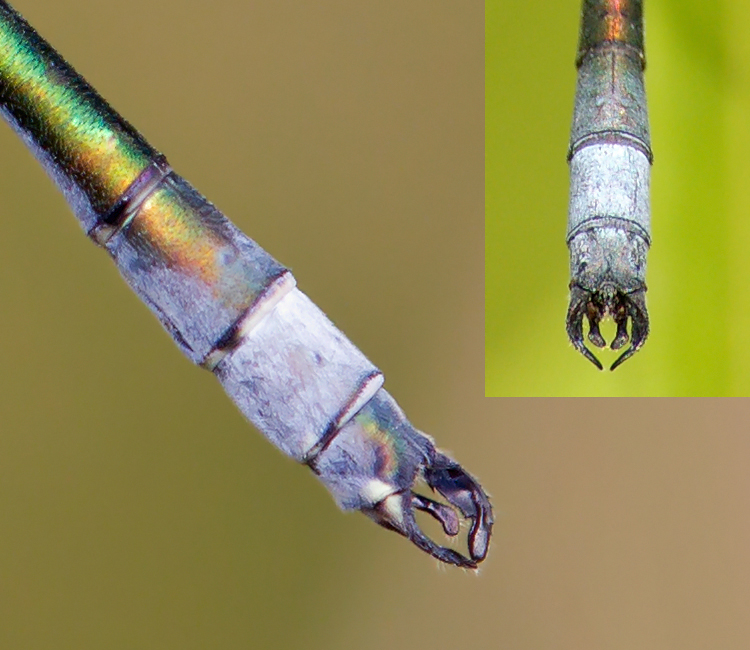
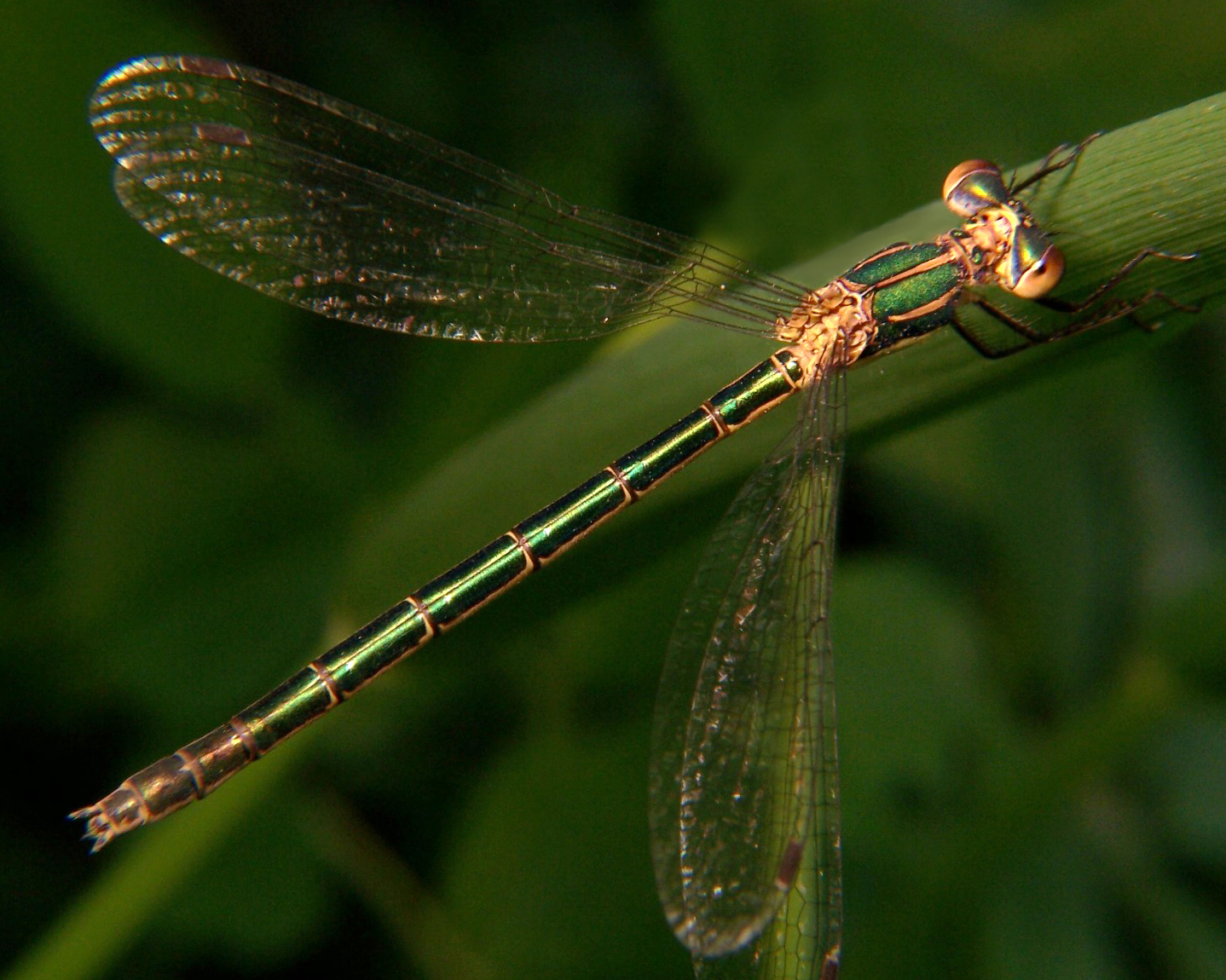
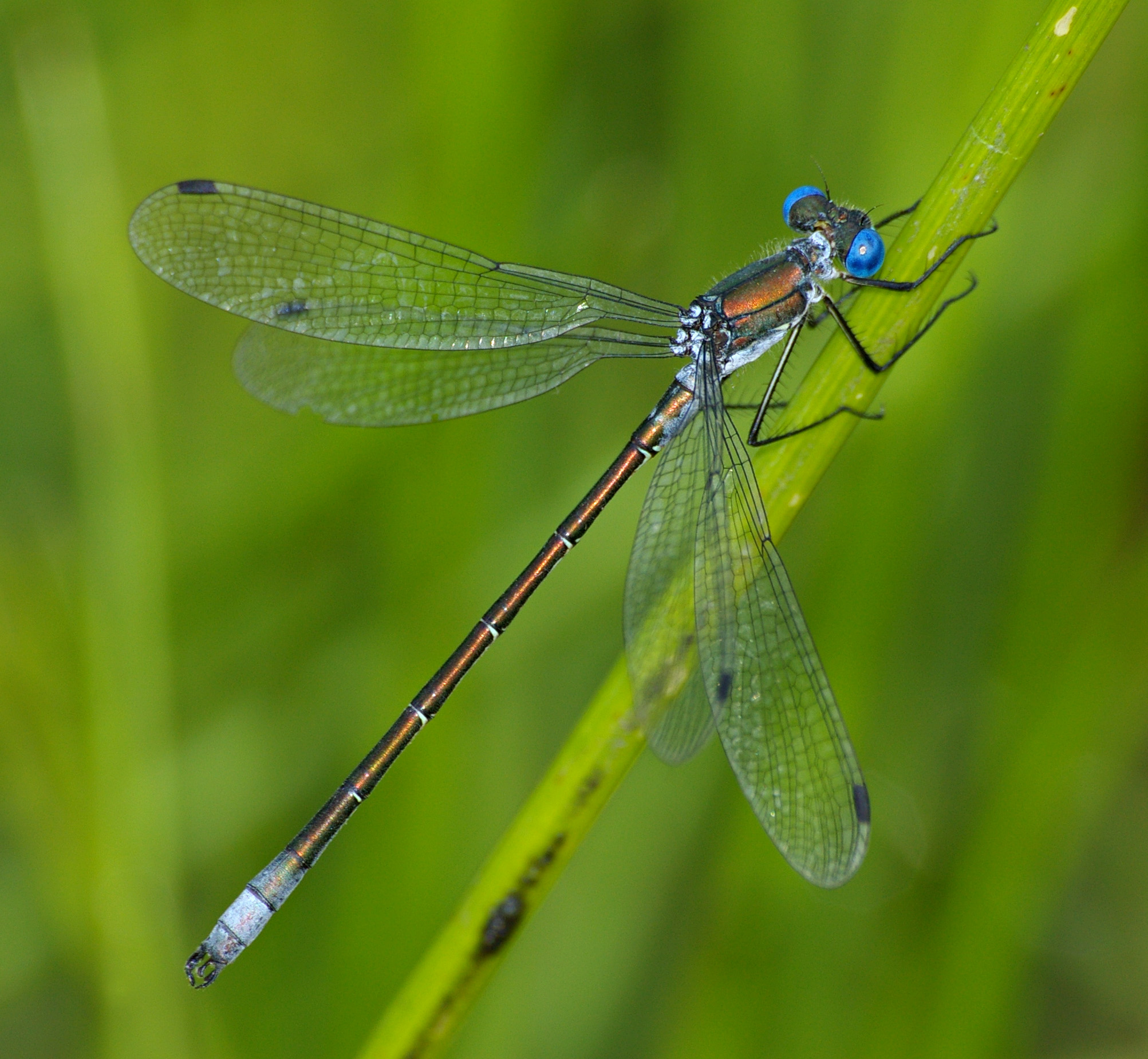